# Belloy-en-France
Belloy-en-France è un comune francese di 1 877 abitanti situato nel dipartimento della Val-d'Oise nella regione dell'Île-de-France.

## Storia

### Simboli
La prima partizione riprende il blasone dei Belloy-Morangles, illustre famiglia di antica cavalleria nota fin dal 1138. San Giorgio è il patrono del paese. Lo scudo d'azzurro seminato di gigli di Francia ricorda l'appartenenza al Pays de France e conferma a Belloy-en-France il diritto di portare questo simbolo concesso da Filippo II di Francia.

## Società

### Evoluzione demografica
Abitanti censiti